# Cathodoluminescence

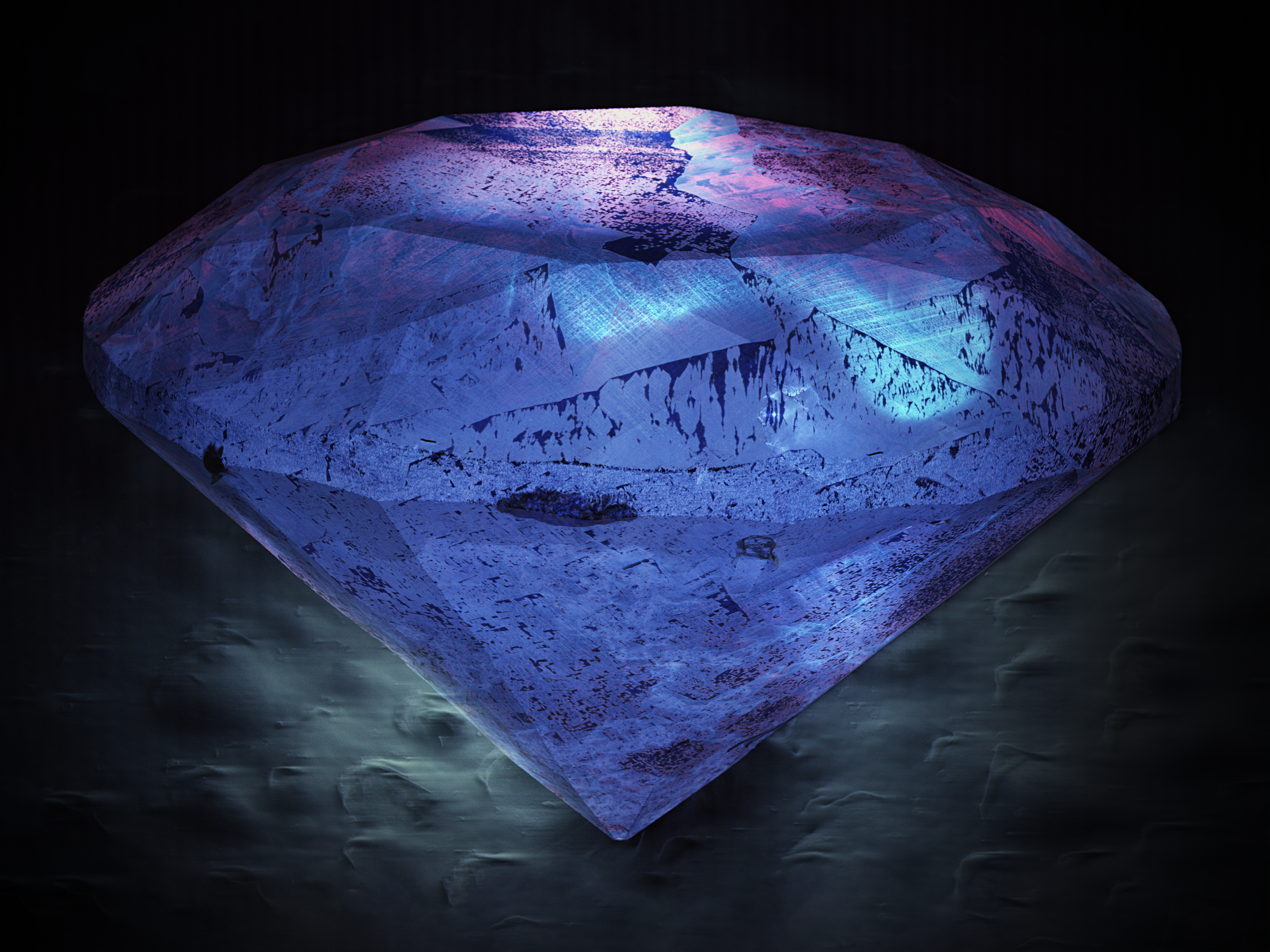
Un diamant vu par cathodoluminescence.

La cathodoluminescence est le phénomène optique et électrique que l'on observe lorsqu'un faisceau d'électrons produit par un canon à électrons (par exemple un tube à rayons cathodiques) bombarde un revêtement de phosphore, conduisant à l'émission de lumière (dans le domaine UV, visible ou infrarouge).

## Usages
L'application la plus répandue est l'écran de télévision (lorsque celui-ci est un tube à rayons cathodiques).
En géologie, le microscope à cathodoluminescence est utilisé pour examiner des structures internes des échantillons géologiques, dans le but de déterminer, par exemple, l'histoire de la formation de la roche.
Cette technique est également utilisée en archéologie pour étudier des procédés techniques anciens de construction et de décoration des bâtiments.

## Principes de fonctionnement
Le phénomène de cathodoluminescence se produit par interaction entre un électron énergétique et un matériau semi-conducteur. L'électron incident cède une partie de son énergie cinétique au profit d'un électron de la bande de valence du semiconducteur. Ce dernier est promu dans la bande de conduction, laissant un trou dans la bande de valence. Il existe une certaine probabilité qu'électrons et trous se recombinent en émettant un photon. La longueur d'onde du photon émis est caractéristique du matériau et peut révéler la présence de défauts ou d'impuretés introduisant des niveaux d'énergie dans la bande interdite. Ce phénomène n'est pas limité aux semiconducteurs, au sens strict du terme, puisqu'il peut se produire dans la plupart des matériaux non métalliques à savoir les semiconducteurs classiques et les isolants, tel que définis par la théorie des bandes. Il est à noter que ce phénomène, qui fait partie des interactions rayonnement-matière, se rapproche de la fluorescence X étudiée par analyse dispersive en énergie, si ce n'est que, dans ce dernier cas, l'électron promu est plus fortement lié à l'atome car appartenant à une couche de cœur.
En sciences des matériaux et dans la technologie des semiconducteurs, la cathodoluminescence est produite soit dans un microscope électronique à balayage simple, soit dans un microscope électronique en transmission à balayage. Dans ce dernier cas, le faisceau d'électrons focalisés excite l'échantillon de telle façon que la lumière émise provienne d'une zone localisée. Cette lumière doit être collectée par un système optique comme un miroir elliptique. Une fibre optique transporte alors la lumière à l'extérieur de l'instrument, où un monochromateur filtre la longueur d'onde désirée et l'on opère ensuite une mesure quantitative des photons avec un photomultiplicateur en synchronisme avec le balayage du faisceau d'électrons. On obtient ainsi une carte de l'activité optique de l'échantillon.
Un microscope électronique avec un détecteur de cathodoluminescence est plus compliqué, plus cher mais plus souple d'emploi et présente un grandissement plus élevé qu'un simple microscope à cathodoluminescence.